# Llengües pidjanes
Les llengües pidjanes són un subgrup de les llengües arawak d'Amèrica del Sud septentrional.

## Noms
El terme Pidjana fou encunyat per Sérgio Meira (2019) del Wapishana pidan ‘poble’, com es pot veure als etnònims Wa-pishana i Mao-pidian.
Són referits com a Mapidianic a Glottolog 4.3, i com a Rio Branco per Nikulin & Carvalho (2019: 270).

## Llengües
Segons Meira (2019), les llengües pidjanes són:
- Mawayana (Mapidian, Maopidian), parlada per una dotzena d'ancians que viuen entre les viles ètniques waiwai i tiriyó al Brasil i Suriname
- Wapishana, parlat per unes 6,000 persones a ambdues bandes de la frontera entre el Brasil i Guyana
- ? Atorada (Atorai)

El wapishana és més conservador, mentre que Mawayana ha innovat més des de Proto-Pidjanan.
La classificació de Ramirez (2020) és::36
- Mawayana
- Wapishanan
  - Wapishana, Atorai
  - Parawana, Aroaqui

Parawana i Aroaqui estan estretament relacionats i poden ser el mateix idioma.

## Protollengua
El proto-pidjana ha estat reconstruït per Meira (2019).

### Fonologia
El proto-pidjanan fonemes consonàntics:
| *p | *t |       |    | *k | *ʔ |
| *ɓ | *ɗ | *ɗʲ   |    |    |    |
|    |    | *ʦ,*ʧ |    |    |    |
|    | *s |       | *ʐ |    |    |
|    | *ɾ |       | *ɽ |    |    |
| *m | *n | *ɲ    |    |    |    |
| *w |    | (*j)  |    |    |    |
Fonemes vocàlic proto-pidjanes: 
| *i | *ɨ | *u |
| *a |    |    |

### Morfologia
Els prefixos personals proto-pidjana: 
| pronoun  | Proto-Pidjanan | Mawayana | Wapishana |
| -------- | -------------- | -------- | --------- |
| 1S       | *nu-           | n-       | ũ-        |
| 2S       | *pɨ-           | ɨ-       | pɨ-       |
| 3S.MASC  | *(ɾ)ɨ-         | ɾɨ-      | ɨ-        |
| 3S.FEM   | *(ɾ)u-         | u-       | u-        |
| 3S.COREF | *pa-           | a-       | pa-       |
| 1P       | *wa-           | wa-      | wa-       |
| 2P       | *ɨ-            | ɨ-       | pɨ-       |
| 3P       | *nV-           | na-      | -ĩ        |